# Olenecamptus fukutomii
Olenecamptus fukutomii es una especie de escarabajo longicornio del género Olenecamptus, categorizada en la tribu Dorcaschematini, de la subfamilia Lamiinae. Fue descrita por Hasegawa en 2004.

## Descripción
Mide 20,5 mm de longitud.

## Distribución
Se distribuye por Japón.